# Live at Yoshi’s
Live at Yoshi’s — концертный альбом американской джазовой певицы Ди Ди Бриджуотер, записанный в клубе Yoshi’s Jazz (Окленд, Калифорния), и вышедший в 2000 году на лейбле Verve Records.

## Об альбоме
Ди Ди Бриджуотер спела несколько песен с предыдущего альбома Dear Ella, посвященного джаз-певице Элле Фицджеральд, которая умерла, и концертный альбом был выпущен на 81-й день рождения Эллы.
Диск занял 20-е место в американском чарте Billboard — Top Jazz Albums''.

## Список композиций
1. «Undecided» (Leo Robin, Charlie Shavers) — 8:57
2. «(I’d Like to Get You on a) Slow Boat to China» (Frank Loesser) — 6:09
3. «Stairway to the Stars» (Matty Malneck, Mitchell Parish, Frank Signorelli) — 7:56
4. «What a Little Moonlight Can Do» (Harry M. Woods) — 5:13
5. «Get Up (I Feel Like Being A) Sex Machine» (James Brown) — 2:32
6. «Midnight Sun» (Sonny Burke, Lionel Hampton, Johnny Mercer) — 7:08
7. «Cherokee» (Ray Noble) — 6:14
8. «Love for Sale» (Cole Porter) — 14:06
9. «Cotton Tail» (Duke Ellington) — 9:42

## Участники записи
- Dee Dee Bridgewater — вокал
- Thierry Eliez — орган, пианино
- Thomas Bramerie — контрабас